# Michiharu Sugimoto
Michiharu Sugimoto (født 17. juni 1981) er en tidligere japansk fodboldspiller.
Han har spillet for flere forskellige klubber i sin karriere, herunder Cerezo Osaka.